# Гарнець
Га́рнець, ґа́рнець або га́рець (від пол. garniec — «горщик», «горнець») — польська і руська дометрична одиниця вимірювання об'єму сипучих тіл (жита, крупи, борошна тощо), що дорівнює 1 / 8 четверика (3,2798 літра). Польське слово garniec пов'язане з «гончар»: воно теж походить від прасл. *gъr̥nъ («горно»). У наш час[коли?] використовується тільки в конярстві.
1 гарнець = 1/64 чверті = 1/32 осьмини = 1/8 четверика.
1 гарнець = 1/4 відра = 12 склянок
(= 3,28 дм³ (л) (1902 р.))
(= 3,276 л (1835 р.))
1 півгарнець (пів-малий четверик) = 1 штоф = 6 склянок = 1,64 л
Гарнець був визначений в Указі від 11 жовтня 1835 «Про систему Російських мір і ваг» як об'єм, що вміщав 8 фунтів перегнаної очищеної води.

## Польський гарнець
Гарнець широко застосовувався в Польщі, звідки він, власне, і поширився по Російській імперії. У різних областях Польщі гарнець мав різну величину. Так:
- 1 хелминський гарнець = 7,12 літра (до 1714 року)
- 1 краківський гарнець = 2,75 літра
- 1 варшавський гарнець = 3,77 літра
- 1 новопольський гарнець = 4 літри (з XIX століття)

## У Великому князівстві Литовському
Сейм Великого Князівства Литовського в 1766 році затвердив гарнець малий (шинковий), рівний 2,8237 л, і гарнець великий (цеховий) — 5,6474 л.